# بان ژاو
بان ژاو (انگلیسی: Ban Zhao؛ ۴۵ – ۱۱۶ (۷۰−۷۱ سال)) یک تاریخ‌نگار اهل چین بود.